# Charlton Athletic FC
A Charlton Athletic Football Club egy profi angol labdarúgóklub Charltonban, Londonban. 1905. június 9-én alapították, mikor sok délkelet-londoni ifjúsági klub, köztük az East Street Mission és a Blundell Mission is egyesült hogy megalakítsa a Charlton Athletic Football Clubot.
A csapat 1919 óta a The Valley-ben játssza mérkőzéseit, leszámítva az 1923-24-es idényt, amikor Catfordban játszottak, valamint 7 évig, 1985 és 1992 között a Crystal Palace-nál és a West Ham Unitednél.
A Charlton 1920-ban vált profi klubbá, és 1921-ben csatlakoztak a The Football League-hez. A csapat legsikeresebb évtizedei a 30-as és a 40-es évek voltak, ekkor jutott fel a csapat az akkori első osztályba, valamint egymást követő 2 évben bejutottak az FA-kupa döntőjébe, amit 1947-ben meg is nyertek.

## Klubtörténet
A Charlton Athleticet 1905. június 9-én alapította egy 15 és 17 év közötti fiúkból álló csapat London Charlton nevű kerületében. Eleinte a kisebb, helyi bajnokságokban indultak, fejlődésüket a Woolwich Arsenal népszerűsége akadályozta. 1913-ban a rivális London északi részébe költözött, így az Athletic is fejlődésnek indult és csatlakozott a Lewisham League-hez. Az első világháború után a csapat egy szezon erejéig belépett a Kent League-be, profivá vált, majd kinevezte Walter Raynert első menedzserévé. Az 1920/21-es szezont a Southern League-ben töltötték, majd kérték felvételüket az Angol Labdarúgó Ligába, ahová szavazatok alapján be is kerültek. A Ligában 1921 augusztusában játszották le első meccsüket az Exeter City ellen. A találkozó a Charlton 1-0-s győzelmével zárult. 1923-ban egyesültek a Catford Southenddel, hogy nagyobb klubot hozzanak létre nagyobb szurkolótáborral. Az 1923/24-es szezonban a Latics Catfordban, a The Mount Stadiumban játszotta meccseit és a Southend mezét viselte, melyen sötét- és világoskék csíkok voltak. 1924-ben azonban visszatértek Charltonba és ismét a hagyományos vörös-fehér szerelést használták. Két évvel később a Liga utolsó előtti helyén végeztek, így újra kérelmezniük kellett belépésüket, melyet ezúttal is elfogadtak. 1929-ben a csapat feljutott a másodosztályba, ahol négy évig tudott bent maradni. Kiesésük után Jimmy Seedet nevezték ki menedzsernek, aki 1936-ra az élvonalig juttatta a klubot.
A második világháború kitörése előtti három szezonban sorozatban második, negyedik és harmadik helyezést értek el, ezzel ők lettek az első osztály legegyenletesebben működő csapata. A háború alatti években megnyerték az úgynevezett Háború Kupát és többször bejutottak a döntőbe. 1946-ban bejutottak az FA-kupa fináléjába, de ott 4-1-es vereséget szenvedtek a Derby County ellen. Egy évvel később a csapat elérte máig legnagyobb sikerét, a Burnley ellen 1-0-s sikert aratott az FA-kupa döntőjében. A győztes gólt Chris Duffy szerezte. Ebben az időszakban a Charlton egyike volt azon 11 csapatnak, melynek 40 000 fő fölött volt az átlag nézőszáma. A The Valley volt a Liga legnagyobb stadionja, körülbelül 70 000 néző befogadására volt alkalmas. Az 1950-es évek azonban gazdasági visszaesést hoztak a csapat számára, ami miatt a jó ütemű fejlődés megrekedt. 1956-ban a vezetőség eltávolította Jimmy Seedet a menedzseri posztról, a gárda pedig kiesett az élvonalból.
Az 1950-es évek végétől az 1970-es évek elejéig az Athletic a másodosztályban szerepelt, majd 1972-ben onnan is kiesett. Ezzel jelentősen csökkent a klub szurkolóinak a száma. Az sem segített sokat, hogy 1975-ben visszajutottak a Second Divisionbe. Az 1979/80-as szezonban ismét kiestek, egy szezonnal később pedig visszajutottak, ezután pedig látszólag fordulópont következett a csapat történetében. Új tulajdonos érkezett a klubhoz, a teljes menedzsmentet leváltották és az aranylabdás Allan Simonsent is sikerült leigazolniuk. 1984-ben azonban ismét anyagi problémák léptek fel és a Charlton felszámolás alá került, a vezetők ekkor hozták létre a Charlton Athletic (1984) Ltd.-t. A csapat anyagi helyzete azonban még mindig messze volt a biztostól, a Laticsnek az 1985/86-os szezon elején a The Valley-t is el kellett hagynia. Innentől kezdve a Crystal Palace pályáját, a Selhurst Parkot bérelték. Úgy tűnt, ez hosszú ideig így lesz, mivel a klub anyagi helyzete nem javult.
A nehézségek ellenére a CAFC az 1985/86-os évadban a másodosztály második helyén végzett, így feljutott az élvonalba. Négy évig sikerült bennmaradniuk, legjobb helyezésük egy 14. pozíció volt, legtöbbször az utolsó pillanatban menekültek meg a kieséstől. 1987-ben a csapat 40 év után először ismét pályára léphetett a Wembley Stadionban, ezúttal a rövid életű Full Members Cup döntőjében, melyet 1-0-ra elvesztettek a Blackburn Rovers ellen. 1990-ben tehát visszaestek a másodosztályba, egy évvel később pedig menedzserüket, Lennie Lawrence-t is elvesztették, aki a Middlesbrough-hoz igazolt. Az irányítást két kezdő mester, Steve Gritt és a 34 éves Alan Curbishley vette át. A páros már az első szezonjában nem várt sikereket ért el és a csapat alig maradt le a rájátszást érő helyekről. Az 1992/93-as idényt is nagyszerűen kezdték, jó esélyeik voltak a feljutásra, de több meghatározó játékosukat, például Rob Lee-t is el kellett adniuk, hogy legyen pénzük visszatérni a The Valley-be. Tervük 1992 decemberében sikerült. Három évvel később az új elnök, Richard Murray Curbishley-t nevezte ki a Charlton egyedüli menedzserévé.
Irányítása alatt a klub 1996-ban bejutott a rájátszásba, de onnan már az elődöntőben kiesett a Crystal Palace ellen. Ezt követte egy kiábrándító 15. hely, az 1997/98-as szezonban viszont hosszú évek óta a legjobb eredményét produkálta az Athletic és eljutott a rájátszás döntőjébe, ahol a Sunderland volt az ellenfelük. A remek játékot hozó meccs 4-4-es eredménnyel zárult, a büntetőpárbajt a Latics nyerte 7-6 arányban és története során először feljutott a Premier League-be. A Curbishley által irányított csapat jól kezdte a szezont, de hamar elfogyott a lendületük és a kiesés ellen kezdtek küzdeni. Az évad utolsó napján végleg eldőlt, hogy kiesnek, a vezetőség azonban nem gondolkodott edzőváltáson. Curbishley visszafizette Murray bizalmát és 2000-ben megnyerte a másodosztályt a csapattal és visszajutott a Premiershipbe. 2003-ra a gárda megszilárdította helyét az élvonalban, a 2003/04-es szezon legnagyobb részében pedig a Bajnokok Ligájában való indulásért küzdöttek. Az évad végén azonban visszaesett a csapat teljesítménye, ráadásul egyik legnagyobb sztárjuk, Scott Parker a Chelsea-hez igazolt. A Charlton 7. helyen zárt, ami az 1950-es évek óta a legjobb eredményük volt. Erre a sikerre azonban nem tudtak építeni, Curbishley pedig 2006-ban, 15 év után elhagyta a klubot.
2006 májusában Iain Dowie vette át az irányítást a The Valley-ben, de hamar kirúgták, mivel 12 bajnokin mindössze két győzelmet aratott a csapat. Ezután Les Reed ült a kispadra, de ő sem tudott javítani a helyzeten, ezért át kellett adnia helyét Alan Pardewnak. Pardew vezetése alatt javultak az eredmények, de ez sem volt elég a bent maradáshoz. A 2006-2007-es szezon végén a csapat búcsúzott a Premier League-től, miután a 19. helyen végeztek a 20 csapatos bajnokságban. Nem sokkal ezután olyan hírek láttak napvilágot, melyek szerint a Charltont egy külföldi befektetői csoport szeretné felvásárolni, de ezt a vezetőség cáfolta. 2008 októberében ismét szó esett egy esetleges felvásárlásról, de ezúttal az érintett arab csoport hátrált ki az üzletből. 2008. november 22-én a CAFC 5-2-es vereséget szenvedett a Sheffield United ellen, ami sorozatban a csapat nyolcadik elvesztett meccse volt, ami azt jelentette, hogy a kieső zónába kerültek. 300 Charlton-szurkoló vonult az utcára tüntetni Pardew ellen, aki nem sokkal később közös megegyezés alapján elhagyta a klubot. A 2008-2009-es szezonban tovább folytatódott a csapat mélyrepülése, az angol másodosztály (Championship) utolsó helyén (24.) végezve estek ki a harmadosztályba. A 2011-2012-es évadban meggyőző teljesítménnyel, 101 pontot szerezve nyerték meg a harmadosztályú bajnokságot, így a 2012-2013-as szezont újra a másodosztályban kezdhették meg, azonban a 2015-2016-os kiírásban ismét kiestek a harmadosztályba.

## Stadionok

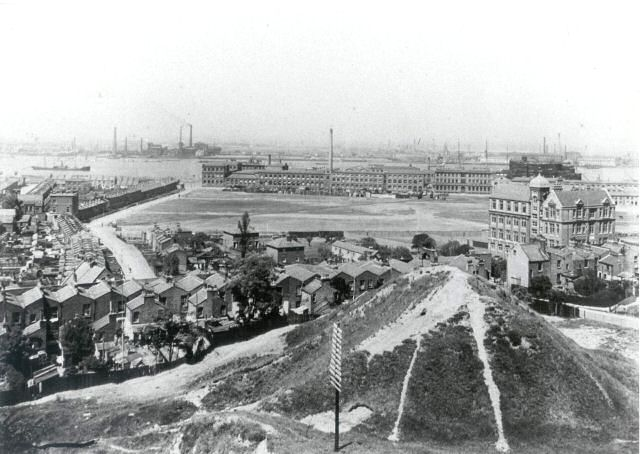
Az első pálya, a Siemens Meadow

A Charlton első pályája a Siemens Meadow volt, melyet 1905 és 1907 között használt. Ez egy apró füves terület volt a Temze partján és a Siemens egyik, mára már lebontott gyárának közelében működött. Ezután következett a Woolwich Common (1907–1908), a Pound Park (1908–1913) és az Angerstein Lane (1913–1915). Az első világháború után a csapat egy korábbi krétakőbánya területére költözött. 1919 nyarán megkezdték a munkálatokat, hogy a helyet mérkőzések lebonyolítására alkalmassá tegyék. Az elkészült stadion The Valley-nek nevezték el, egészen 1923-ig maradtak itt, majd Catfordba, a The Mount Stadiumba költöztek. Innen azonban 1924-ben visszatértek a The Valley-be.
Az 1930-as és 1940-es években nagyobb fejlesztéseket végeztek a stadionon és hamarosan az ország legnagyobb befogadóképességű pályája lett. 1938-ban több, mint 75 000 néző zsúfolódott össze itt egy Aston Villa elleni FA-kupa-meccsen. Az 1940-es és 1950-es években az átlag nézőszám 40 000 fölött volt és ekkoriban a Charlton szurkolótábora volt az egyik legnagyobb Angliában. Ez azonban a kiesés után megváltozott és a The Valley is egyre rosszabb állapotba került
Az 1980-as évek anyagi miatt a csapat kénytelen volt néhány évre kiköltözni stadionjából, ez alatt az idő alatt a Crystal Palace pályáját, a Selhurst Parkot használták. Ennek nem örültek a szurkolók, ezért a Laticsnek nehéz döntéseket kellett hoznia annak érdekében, hogy visszaköltözhessen a The Valley-be. 1992 decemberében térhettek vissza saját stadionjukba, de előtte a West Ham Unitednél, az Upton Parkban is vendégeskedtek. A The Valley-be való visszatérést és Portsmouth elleni 1-0-s sikerrel ünnepelte meg a gárda.
Visszatérésük óta a The Valley három lelátóját teljesen átépítették, ezzel egy modern, minden szabványnak megfelelő, 27 111 néző befogadására alkalmas stadion lett. A legújabb tervek szerint az Athletic előbb 31 000-re, majd később 40 000-re növelné a befogadóképességet.

## Szurkolók
A csapat szurkolóinak zöme London Greenwich, Bexley és Bromley nevű kerülteiből, valamint Kentből származik. Különös hagyomány a klubnál, hogy a VIP-páholyban fent tartanak egy helyen egy szurkoló számára is. Szavazás útján döntik el, hogy ki lesz a szerencsés, bárki nevezheti magát, aki elmúlt 18 éves és van szezonbérlete.

## Címerek és mezek

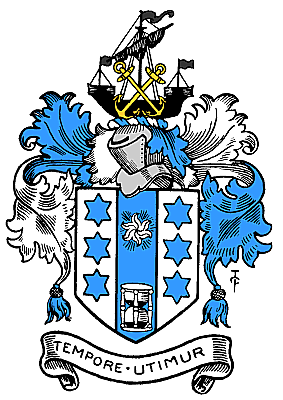
Greenwich címere, melyet a Charlton Athletic is használt

A Charltonnak többféle címere volt története során, a mostanit 1968 óta használják. A csapat első ismert logója az 1930-as évekből származik, ezen a CAF betűk voltak láthatóak a kártyalapokról ismert treff alakjában. Az 1940-es években ezt lecserélték egy pajzsra, melyben egy futball-labdán ülő vörösbegy volt látható. Néha a pajzs négy sarkában a CAFC betűk voltak olvashatók. Ilyen volt látható például az 1946-os FA Kupa-döntőre készült mezen is. Az 1940-es évek végétől az 1950-es évek végéig a csapat szimbóluma Greenwich címere volt, ez azonban soha nem került fel a mezekre.
1963-ban a klub versenyt hirdetett, hogy így találjon új logót. A győztes egy kardot tartó kéz lett, melyre rá volt írva a csapat akkori beceneve, Valiants, azaz Bátrak. A következő öt évben ezt többször átalakították, 1968-ban nyerte el végső formáját, ekkor a kard és a kéz köré egy kör került, melybe beleírták a csapat nevét. Azóta ez van használatban, bár az 1970-es években volt egy olyan időszak, mely alatt csak a CAFC betűk voltak a játékosok mezeire hímezve.
Egy szezontól eltekintve az Athletic játékosai mindig piros-fehér szerelésben játszottak. A színeket azok a fiúk választották, akik 1905-ben megalapították a klubot. Az az egy bizonyos kivételes szezon az 1923/24-es volt, mely alatt a Latics a Catford Southend világos- és sötétkék csíkos mezét viselte. Ez azonban nem volt népszerű a szurkolók körében, így visszatértek a hagyományos színekhez.

## Játékosok
2009. január 30. szerint

### Jelenlegi keret
| #  |     | Poszt | Név                                                |
| -- | --- | ----- | -------------------------------------------------- |
| 1  | ENG | K     | Dillon Phillips                                    |
| 2  | WAL | V     | Adam Matthews                                      |
| 3  | ENG | V     | Ben Purrington                                     |
| 4  | ENG | V     | Deji Oshilaja                                      |
| 5  | WAL | V     | Tom Lockyer                                        |
| 6  | ENG | V     | Jason Pearce                                       |
| 7  | WAL | KP    | Jonny Williams                                     |
| 8  | ENG | KP    | Jake Forster-Caskey                                |
| 9  | MSR | CS    | Lyle Taylor                                        |
| 10 | ENG | CS    | Chuks Aneke                                        |
| 12 | ENG | V     | Lewis Page                                         |
| 13 | ENG | K     | Ben Amos                                           |
| 14 | IRE | KP    | Aiden McGeady (kölcsönben a Sunderland csapatából) |
| 15 | ENG | KP    | Darren Pratley                                     |

| #  |     | Poszt | Név                                                      |
| -- | --- | ----- | -------------------------------------------------------- |
| 17 | ZIM | CS    | Macauley Bonne                                           |
| 18 | ENG | KP    | Andre Green (kölcsönben az Aston Villa csapatából)       |
| 19 | ENG | KP    | Albie Morgan                                             |
| 20 | ENG | V     | Chris Solly                                              |
| 21 | WAL | KP    | Matthew Smith (kölcsönben a Manchester City csapatából)  |
| 23 | WAL | KP    | Dylan Levitt (kölcsönben a Manchester United csapatából) |
| 24 | IRE | KP    | Josh Cullen (kölcsönben a West Ham United csapatából)    |
| 26 | ISR | CS    | Tomer Hemed                                              |
| 27 | ENG | KP    | David Davis (kölcsönben a Birmingham City csapatából)    |
| 28 | ENG | KP    | Sam Field (kölcsönben a West Brom csapatából)            |
| 29 | ENG | KP    | Erhun Oztumer                                            |
| 32 | ENG | KP    | George Lapslie                                           |
| 45 | ENG | KP    | Alfie Doughty                                            |

### Az év játékosa
| Év   | Győztes          |
| ---- | ---------------- |
| 1971 | Paul Went        |
| 1972 | Keith Peacock    |
| 1973 | Arthur Horsfield |
| 1974 | John Dunn        |
| 1975 | Richie Bowman    |
| 1976 | Derek Hales      |
| 1977 | Mike Flanagan    |
| 1978 | Keith Peacock    |
| 1979 | Keith Peacock    |
| 1980 | Les Berry        |
| 1981 | Nicky Johns      |
| 1982 | Terry Naylor     |
| 1983 | Nicky Johns      |

| Év   | Győztes        |
| ---- | -------------- |
| 1984 | Nicky Johns    |
| 1985 | Mark Aizlewood |
| 1986 | Mark Aizlewood |
| 1987 | Bob Bolder     |
| 1988 | John Humphrey  |
| 1989 | John Humphrey  |
| 1990 | John Humphrey  |
| 1991 | Robert Lee     |
| 1992 | Simon Webster  |
| 1993 | Stuart Balmer  |
| 1994 | Carl Leaburn   |
| 1995 | Richard Rufus  |
| 1996 | John Robinson  |

| Év   | Győztes        |
| ---- | -------------- |
| 1997 | Andy Petterson |
| 1998 | Mark Kinsella  |
| 1999 | Mark Kinsella  |
| 2000 | Richard Rufus  |
| 2001 | Richard Rufus  |
| 2002 | Dean Kiely     |
| 2003 | Scott Parker   |
| 2004 | Dean Kiely     |
| 2005 | Luke Young     |
| 2006 | Darren Bent    |
| 2007 | Scott Carson   |
| 2008 | Matt Holland   |
| 2009 | Nicky Bailey   |

| Év   | Győztes        |
| ---- | -------------- |
| 2011 | José Semedo    |
| 2012 | Chris Solly    |
| 2013 | Chris Solly    |
| 2014 | Diego Poyet    |
| 2015 | Jordan Cousins |
| 2016 | Jordan Cousins |
| 2017 | Ricky Holmes   |
| 2018 | Jay DaSilva    |
| 2019 | Lyle Taylor    |
| 2020 |                |

### Jelentős játékosok
Anglia
- Bradley Allen
- John Barnes
- Sam Bartram
- Chris Bart-Williams
- Lee Bowyer
- Scott Carson
- Carlton Cole
- Alan Curbishley
- Mike Flanagan

| - Steve Gritt - Derek Hales - Matty Holmes - Andy Hunt - Nicky Johns - Paul Konchesky - Carl Leaburn - Rob Lee - Clive Mendonca - Scott Minto - Shaun Newton - Ricky Otto - Alan Pardew - Scott Parker - Chris Perry - Chris Powell - Colin Powell - Richard Rufus - John Salako - Mike Salmon - Ron Saunders - Graham Stuart - David Whyte | Ausztrália - Andy Petterson Kamerun - Alexandre Song Kína - Zheng Zhi Dánia - Stephan Andersen - Claus Jensen - Allan Simonsen Wales - John Robinson Jamaica - Jason Euell Irán - Karim Bágeri Írország - Dean Kiely - Mark Kinsella | Izland - Hermann Hreiðarsson Olaszország - Paolo di Canio - Eddie Firmani Norvégia - Thomas Myhre Hollandia - Jimmy Floyd Hasselbaink Portugália - Jorge Costa Szerbia - Saša Ilić Dél-Afrika - Shaun Bartlett - Mark Fish Svédország - Martin Pringle - Mattias Svensson |

## Klubrekordok
A kapus Sam Bartram játszott a csapatban a legtöbb mérkőzésen, összesen 623-szor 1934 és 1956 között. Keith Peacock a klub második legtöbb mérkőzésen pályára lépő játékosa, ő 591 mérkőzést játszott 1961 és 1979 között. A Charlton legtöbb gólját Derek Hales szerezte, aki 168 alkalommal volt eredményes 368 mérkőzésen. Bajnoki gólok tekintetében Stuart Leary a rekorder 153 góllal, 1951 és 1962 között érte el ezt a számot. Egy szezonban a legtöbb gólt, 33-at Ralph Allen szerezte az 1934–35-ös szezonban.
A Charlton legnagyobb hazai nézőszáma 75 031 volt egy Aston Villa elleni FA-kupa találkozón 1938. február 12-én.

### Szurkolói oldalak
- Addickted.net
- CAFCBabes
- Charlton Life
- netaddicks.com[halott link]

### Hírek
- Sky Sports[halott link]
- Forever Charlton